# Юнус Емре

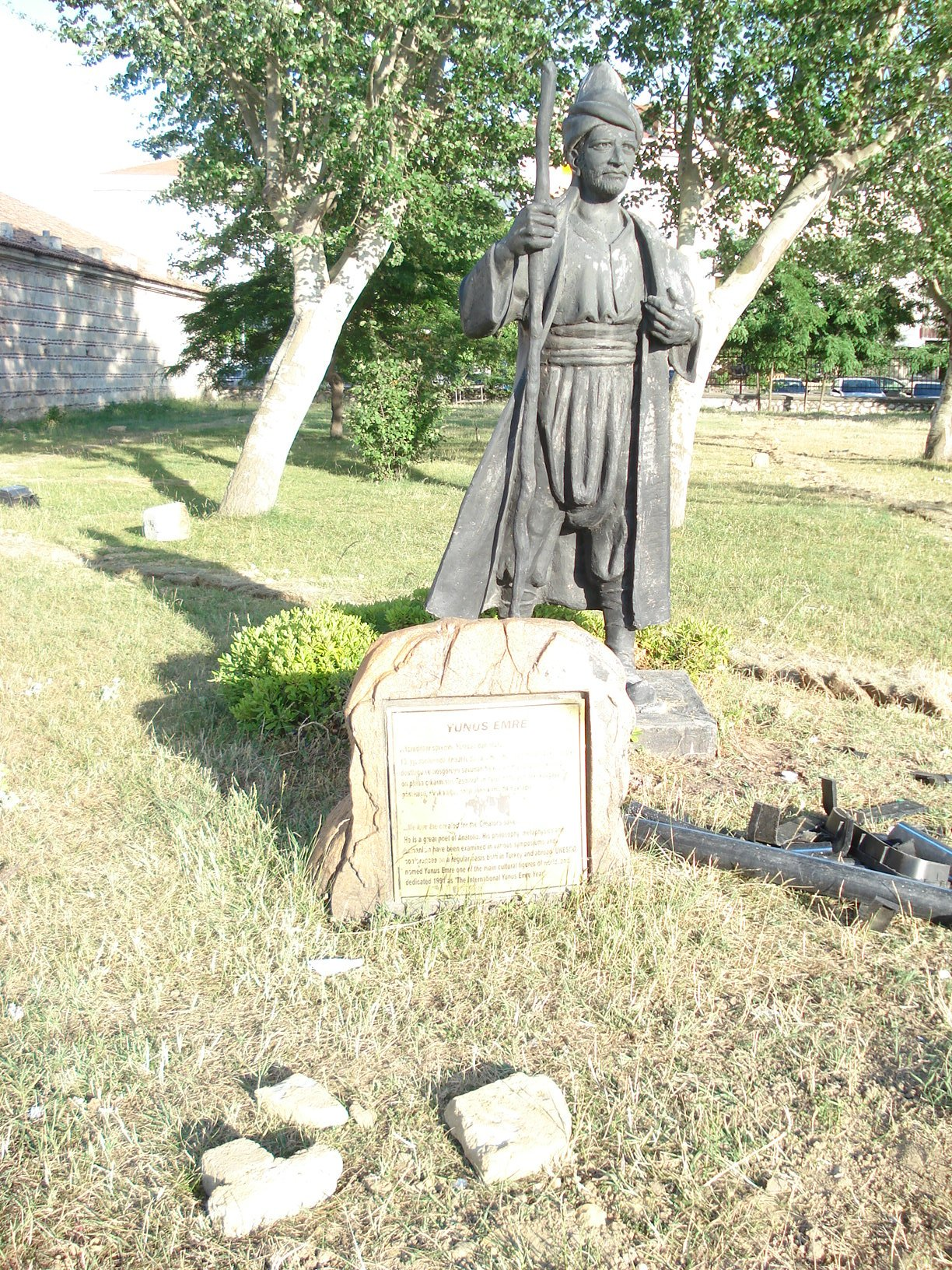
Пам'ятник Юнусу Емре в Буюкчекмедже

Юнус Емре (тур. Yunus Emre, 1240 – 1321) – тюрксько-османський поет, послідовник суфізму, зробив великий внесок в історію і культуру турків, його спадщина дійшла до наших днів. 
Життя Юнуса Емре оповита легендами. Він був мандрівним співаком, дервішем. Народився Юнус Емре в селищі Сарика у Ескішехіра, був мюридом у відомого суфійського шейха, все своє життя провів у мандрах. Домінуючі теми його творів – мандри, чужина, туга за батьківщиною. Він говорив про себе, що ніколи не брав в руки пера і не читав жодної книги, крім книги свого серця. Однак ці слова потрібно трактувати як поетичне інакомовлення: «книга серця», в якому горить божественна іскра, є істинним джерелом пізнання.

## Біографія
Юнус Емре - одна з найяскравіших постатей в історії турецької літератури. Про життя Юнус Емре відомо небагато. Його поетична спадщина дійшов лише в пізніх записах, датованих приблизно – XV-XVI ст. Ці записи потім стали основою для створення дивана поета. Достовірність віршів, які увійшли до цього дивану, не можна заперечувати: спроби усного передачі неминуче повинні були б викликати відхилення від початкового тексту; можливо також, що разом з віршами Юнус Емре тут вміщено і вірші інших авторів.
Його вчителем був учений і мудрець Тапдук Емре. Юнус Емре з'явився на небосхилі турецької історії та культури в період, коли Анатолія опинилася під гнітом монголів. Жителі Анатолії в цей період переживали великі труднощі і негаразди. Юнус Емре подорожуючи по різних куточках Анатолії закликав туркмен до терпіння і прощення, радячи їм дивитися на світ крізь призму милосердя, подяки і любові. 

| «Я обійшов Рум (Малу Азію) і Сирію, а також всі верхні країни (Іран і Азербайджан)», — розповідає Юнус Емре в одній зі своїх пісень. |
Історичні документи свідчать про те, що він жив в районі сучасної Сакара і вже за життя розглядався як анатолійський мудрець і святий. Те Що його перу месневі "Risaletü'n-Nushiyye" відображає його внутрішній світ і надає відомості про період, в якому він жив і творив. В Османській архіві містяться відомості про Юнус Емре, його твори, збірки віршів і легенд (menkıbevi).
Вважається, що могила Юнуса Емре розташована в Сарикёйе, що належить до нинішнього повіту Міхаліччік округу Ескішехір.
Слід зазначити, що жителі багатьох районів Анатолії стверджують, що Юнус Емре похований саме на їхній землі. Такі міста, як Караман, Бурса, село Кула Емре Султан, Ерзерум, Кечиборлу Стамбул, Стамбул, Сандикли, Унье і Сівас також розглядаються як місця можливого поховання великого мислителя, або ж в якості його місць, де залишив свій слід, свою духовну сполучну нитку великий Юнус Емре.
Той факт, що в багатьох куточках Туреччини мають місце могили і усипальниці Юнуса Емре свідчить про вплив, який він надав на турецький народ.
Згідно з легендою Юнус протягом 40 років був учнем Таптука Емре. Прекрасно знаючи Коран він допомагав простим людям краще зрозуміти священні писання, переказуючи їх на всім зрозуміле турецькою мовою.
Таким чином він зайняв місце в серцях жителів мусульманської Анатолії. І саме завдяки цьому, його слова і вчення змогли дійти до наших днів, передаючись із вуст в уста.
Він займає місце в плеяді видатних представників суфізму (ісламської теології) Ахмета Йесефі, Таптука Емре, Хаджи Бекташи Вели.
Вірші Юнуса Емре в основному були написані віршованим розміром «хеджі везне», а в деяких віршах релігійного змісту "ilâhî" використовувався аруз.
Популярні серед народу вірші Юнуса Емре стали передаватися з вуст в уста.
Вірші Юнуса Емре мають великий філософський зміст. Цілі книги були присвячені одній лише рядку його віршів, що свідчить про його величиною його таланту і особистості.
Він справив великий вплив не тільки на своїх сучасників, а й на наступні покоління. Дервіші його ордена і послідовники Юнуса Емре всюди поширювали його вчення, дійшовши до Балкан.
Найвідомішим твором Юнуса Емре став «Диван». Точно також, як і в випадку з Ахметом Ясєв, цей збірник з'явився після його смерті і складався з 12 тисяч чотиривіршів. Існують ще вірші, приписувані Юнусу Емре, але поки ще не має офіційного визнання. Є кілька списків «Дивану», що відрізняються один від одного.